# The Roue's Heart
The Roue's Heart è un cortometraggio muto del 1909 diretto da David W. Griffith che ne firma anche la sceneggiatura.

## Trama
Flamant, un nobile, libertino e dissoluto, vive un'esistenza dedita solo al piacere. Un giorno, però, resta colpito da alcune sculture: scopre che l'artista è una bellissima fanciulla cieca di cui si innamora follemente. Per restarle accanto, si offre di farle da modello per un busto. Ma quando l'opera è finita e lui le dichiara il suo amore, lei lo respinge. Rimasta sola, la giovane si dispera: anche lei lo ama, ma lo ha rifiutato sapendo chi è il suo ammiratore. Un ragazzino che lavora nell'atelier sente la sua padrona piangere e lamentarsi. Corre allora al palazzo di Flamant, al quale racconta tutto. L'aristocratico, prendendo il braccio il bambino, corre dall'amata che riesce a convincere del proprio amore, vero e sincero.

## Produzione
Il film prodotto dall'American Mutoscope & Biograph.

## Distribuzione
Il copyright del film, richiesto dall'American Mutoscope and Biograph Co., fu registrato l'8 marzo 1909 con il numero H123744.
Distribuito dall'American Mutoscope & Biograph, il film uscì nelle sale l'8 marzo 1909, programmato in split reel insieme a un altro cortometraggio di Griffith, The Wooden Leg.
Non si conoscono copie ancora esistenti della pellicola che viene considerata presumibilmente perduta.